# HERTZ III〜DJ BEAT〜
『HERTZ III〜DJ BEAT〜』（ヘルツ サード ディージェー ビート）は、小森まなみの3作目のアルバムである。1989年5月5日、スターチャイルドより発売された。

## 解説
- 「HERTZ」シリーズ三部作の完結篇
- 全曲小森が作詞を手掛け、うち4曲は作曲も手掛けた。
- 「HERTZ〜電波の天使たち〜」「FOR YOU〜まみの子守唄〜」のリアレンジも収録。うち「HERTZ〜電波の天使たち〜」は今後リリースされることになるベストアルバムに今作の音源が収録されていることがほとんどとなる。
- また編曲は前作・前々作を手掛けた馬飼野康二に替わり、全曲根岸貴幸が担当している。

## 収録曲
| 全作詞: 小森まなみ、全編曲: 根岸貴幸。 |                                                 |            |                        |      |
| #                                      | タイトル                                        | 作詞       | 作曲                   | 時間 |
| 1.                                     | 「DJ BEAT」                                     | 小森まなみ | 中島文明               | 3:59 |
| 2.                                     | 「Dear Boy」                                    | 小森まなみ | 小森まなみ             | 3:28 |
| 3.                                     | 「卒業」                                        | 小森まなみ | 中島文明               | 4:51 |
| 4.                                     | 「月の虹〜Moonlight Dancing〜」                 | 小森まなみ | 和泉一弥               | 4:17 |
| 5.                                     | 「1999・地球（ほし）に願いを…」                 | 小森まなみ | 木根尚登（TM NETWORK） | 4:15 |
| 6.                                     | 「Teenage Dream」                               | 小森まなみ | 和泉一弥               | 3:53 |
| 7.                                     | 「Don't Cry Baby〜天使のチャイム〜」            | 小森まなみ | 小森まなみ             | 3:05 |
| 8.                                     | 「素直になりたい」                              | 小森まなみ | 伊藤銀次               | 4:46 |
| 9.                                     | 「10years ago＆after〜永遠を追いかけて〜」      | 小森まなみ | 小森まなみ             | 5:02 |
| 10.                                    | 「HERTZ〜電波の天使たち〜（New Version）」      | 小森まなみ | 池間史規               | 3:15 |
| 11.                                    | 「FOR YOU〜まみの子守唄〜（Heartful Version）」 | 小森まなみ | 小森まなみ             | 4:16 |
| 合計時間:                              | 合計時間:                                       | 合計時間:  | 45:07                  |      |